# عزلة الجبال (تعز)
عزلة الجبال هي إحدى قرى الجمهورية اليمنية. تتبع جغرافيا لمحافظة تعز وإداريًا لمديرية المواسط. يبلغ تعداد سكانها 3118 نسمة حسب الإحصاء الذي أجري عام 2004.